# Hemeroblemma lumma
Hemeroblemma lumma är en fjärilsart som beskrevs av Carl Plötz 1880. Hemeroblemma lumma ingår i släktet Hemeroblemma och familjen nattflyn. Inga underarter finns listade i Catalogue of Life.